# Nomada subrutila
Nomada subrutila är en biart som beskrevs av Lovell och Cockerell 1905. Nomada subrutila ingår i släktet gökbin, och familjen långtungebin. Inga underarter finns listade i Catalogue of Life.